# Ilona Elek
Ilona Elek, född 17 maj 1907 i Budapest, död 24 juli 1988 i Budapest, var en ungersk fäktare.
Elek blev olympisk guldmedaljör i florett vid sommarspelen 1936 i Berlin.